# Sadi Dastarac
Centulle Marie Louis Sadi Dastarac (14 juin 1888 - 2 février 1911), connu sous le nom de Sadi Dastarac, est un footballeur international français évoluant au poste de milieu de terrain.

## Carrière
Sadi Dastarac évolue au Gallia Club Paris de 1907 à 1911, dont il a été secrétaire en 1908-1909. Durant l'été 1908, il est le milieu de terrain de l'équipe de France (nommée « France B » car deux équipes de France sont retenues) participant au tournoi de football aux Jeux olympiques d'été de 1908 à Londres. Les Bleus sont éliminés dès le premier tour, défaits par le Danemark sur le score de neuf buts à zéro.
Ancien du lycée Charlemagne, cet employé d’assurances était de santé fragile au niveau des poumons. Il meurt à 22 ans en février 1911 au Sanatorium des Pins à Lamotte-Beuvron des suites d'une tuberculose.